# Équeurdreville-Hainneville
Équeurdreville-Hainneville (phát âm tiếng Pháp: [ekœʁdʁəvil ɛnvil]) là một xã thuộc tỉnh Manche trong vùng Normandie tây bắc nước Pháp. Xã này nằm ở khu vực có độ cao trung bình 10 mét trên mực nước biển. Vào ngày 1 tháng 1 năm 2016, nơi này được xác nhập vào Cherbourg-en-Cotentin.
Thị trấn được lập khi Équeurdreville và Hainneville được sáp nhập ngày 1 tháng 1 năm 1965.